# Station Russ-Hersbach
Station Russ-Hersbach is een spoorwegstation in de Franse gemeente Russ. Het staat op de grens met het gehucht Hersbach in buurgemeente Wisches.